# Zamęcin (przystanek kolejowy)
Zamęcin – nieczynny przystanek osobowy w Zamęcinie, w województwie zachodniopomorskim, w powiecie choszczeńskim, w gminie Choszczno.